# فضيحة لافون
فضيحة لافون، (اشتهرت بالعبرية ب עסק הביש، بالعربية: قضية العار) هي عملية سرية إسرائيلية فاشلة كانت تعرف بعملية سوزانا كان من المفترض أن تتم في مصر، عن طريق تفجير أهداف مصرية وأمريكية وبريطانية في مصر، في صيف عام 1954، ولكن هذه العملية اكتشفتها السلطات المصرية وسميت باسم «فضيحة لافون» نسبة إلى وزير الدفاع الإسرائيلي آنذاك بنحاس لافون الذي اتهم بإعطاء الاوامر لتنفيذها.

## تسلسل الأحداث
في شهر يونيو 1954 شارفت المفاوضات المصرية البريطانية على الانتهاء، بشأن انسحاب القوات البريطانية من قناة السويس، الأمر الذي زاد من المخاوف الإسرائيلية بتمكن الجيش المصري من استخدام والسيطرة على معسكرات ومطارات الجيش البريطاني المتروكة في شبه جزيرة سيناء وغيرها، ولهذا بحثت أجهزة المخابرات العسكرية الإسرائيلية إمكانيات عرقلة هذا الانسحاب من خلال تفعيل خلية إرهابية يهودية مصرية، للتخريب في مرافق بريطانية وأمريكية ومصالح غربية في مصر والإيعاز بأن هذه العمليات تمت من قبل خلية مصرية، وقد نجحت الخلية والتي ضمت 13 يهودي صهيوني مصري من الإسكندرية، بتنفيذ عدة عمليات إلى أن قبض عليها في يوليو 1954 حيث تم تقديمهم للمحاكمة،
في الجانب الإسرائيلي كان صدى الفضيحة مدويًا نظرًا لنتائج فشلها على الصعيد السياسي والعسكري والاستخباراتي، ونجمت عنها أزمات سياسية بعيدة الأمد في بين القيادات السياسية والعسكرية. وأدت لمطالبات داخلية بكشف المسؤولين عن هذه العملية ومن أعطى الأوامر بتنفيذها؟، وسميت لاحقًا بقضية العار (بالعبرية: העסק הביש).
في الجانب المصري تكمن أهمية فضيحة لافون أنها السبب الرئيس في تأسيس المخابرات السرية المصرية برئاسة زكريا محيي الدين، وبدأ نشاط استخباري مصري في داخل إسرائيل، وساهمت في استمرار هجرة اليهود من مصر. إضافة إلى ظهور دور إسرائيل الاستخباري والعدائي في دول منطقة الشرق الاوسط.
في السنوات الأولى التي أعقبت القضية قامت إسرائيل بمنع نشرها فيما تم التعامل مع الفضيحة تحت اسم "القضية- (بالعبرية: הפרשה)", دون التفاصيل. لم يُعرف من أعطى الأوامر بتفعيل هذه الخلية، وجرى تبادل للاتهامات بين موشيه ديان قائد الأركان الذي ادعى وجوده خارج البلاد، واللواء في الجيش بنيامين جيبلي - الذي شهد أنه تلقى أمرًا مباشرًا بتنفيذ العملية من لافون ذاته، وهو ادعاء ظل يردده حتى نهاية حياته - ووزير الدفاع لافون الذي ادعى أن قيادة الجيش أعطت الأمر للخلية من أجل الإيقاع به، وطالب بإقالتهم ومنهم شمعون بيريز الذي شغل منصب مدير عام وزارة الدفاع حينها. قدم لافون استقالته في فبراير 1955، ويذكر أن رئيس الحكومة آنذاك موشيه شاريت لم يكن له علم بهذه العملية ولم يبلغ بها، وكذلك جهاز الموساد.
في بداية عام 1968 تم الإفراج عن سجناء القضية ضمن صفقة تبادل للأسرى مع مصر في أعقاب نكسة يونيو.
لم يُكشف عن القضية في إسرائيل، وبقيت أسماء الشخصيات المتورطين سرية، فمثلاً تم الحديث عن جيبلي تحت مسمى «الضابط الكبير»، وفي عام 1971 كشفت الصحافة عن تفاصيل القضية بعد حضور شخصيات سياسية كبيرة مثل غولدا مئير ورئيس الموساد لحفل زواج مارسيل نينو إحدى سجينات القضية في مصر، حيث لمّحت غولدا للقضية من خلال كلمة ألقتها لمباركة الزوجين.

## بن غوريون والقضية
ظهرت هذه القضية على خلفية صراعات حادة بين لافون الذي عين وزير للدفاع بعد اعتزال بن غوريون، وبين تلاميذ بن غوريون موشيه ديان وشمعون بيريز، وفي أعقاب استقالة لافون، عاد بن غوريون من عزلته لتولي منصب وزير الدفاع ومن ثم فاز مرة أخرى برئاسة الوزراء واستمر حتى استقالته الثانية عام 1963 على خلفية نفس القضية.
بادرت الحكومة والكنيست الإسرائيلي إلى تشكيل عدة لجان تحقيق لكشف السؤال الأهم «من أعطى الأوامر بتفعيل الخلية؟»، اللجنة الأولى لم تصل إلى أي استنتاج، فيما وصلت لجنة تحقيق سياسية إلى أن لافون بريء وأن عملية تزوير وثائق قد تمت من قبل اللواء جيبلي، بن غوريون لم يقبل بنتائج هذه اللجنة واستمر بالمطالبة بلجنة تحقيق قضائية.
كان بن غوريون من أشد المؤيدين للتحقيق في قضية لافون، مما أدخله في صراعات حادة مع حزبه مباي الذي لم يعطه الدعم لاستمرار التحقيق، حيث أعلن استقالته مرة أخرى عام 1963، واستمر بالضغط على من أعقبوه في رئاسة الوزراء ومنهم ليفي اشكول، إلا أن رد حزب مباي كان مدويًا حيث تم انتخاب اشكول مرة أخرى للترشح لرئاسة الوزراء مقابل رفض ترشيح بن غوريون في عام 1965، وتعتبر هذة القضية جزء من خلفية انشقاق بن غوريون عن مباي وتكوين حزب رافي لاحقًا.

## محاكمة المتهمين
حكمت السلطات المصرية على منفذي العملية في ديسمبر عام 1954 بعقوبات مختلفة تراوحت ما بين الإعدام لشخصين هما: موسى ليتو مرزوق وصمويل بخور عازار، والأشغال الشاقة المؤبدة لكل من: فيكتور ليفي وفيليب هرمان ناتاسون، والأشغال الشاقة لمدة 15 سنة لكل من: فيكتورين نينو وروبير نسيم داسا، والأشغال الشاقة لمدة 7 سنوات لكل من: مائير يوسف زعفران وماير صمويل ميوحاس 